# OK목장
《OK목장》은 SBS에서 1997년 3월 3일부터 1997년 5월 8일까지 방영한 일일시트콤으로, OK목장의 4자매를 중심으로 한 시트콤인데 SBS가 뉴스 시간대를 8시에서 9시로 변경하면서 8시에 방송(월~목 4회)됐으며 권해효 조형기 백일섭 등 중견배우들이 지나치게 과장된 제스처와 폭력적인 행동을 일삼아 시청자들의 눈살을 찌푸리게 하는 경우가 많았다는 지적을 받아왔다.

## 등장 인물
- 김원희
- 박철
- 권해효
- 조형기
- 김을동
- 송채환
- 이지은
- 이재은
- 양택조
- 최병학
- 백일섭
- 임예진
- 남능미
- 노희지 : 김순이 역
- 고지아
- 권용운
- 박성미
- 최성훈
- 전유경
- 서재경
- 추은주
- 홍여진
- 최준용
- 공형진
- 김희정
- 김단비
- 강승연
- 원기준
- 김홍표
- 권도경
- 윤기원
- 임유진
- 김명민
- 김남진
- 김충렬
- 이한갈
- 임채연
- 장은비
- 이상은
- 성창훈
- 신은정
- 박광현
- 김영철 : 강봉식 역
- 고미영 : 김옥자 역
- 조선주
- 최성호
- 이상훈
- 송지은
- 송희아
- 박성혜
- 김형일

## 결방
- 3월 18일 : 6시 35분부터 프로농구 동양 오리온스 VS 안양 SBS 스타즈 중계 편성
- 3월 27일 : 6시 35분부터 프로농구 원주 나래 블루버드 VS 안양 SBS 스타즈 중계 편성
- 4월 1일 : 6시 30분부터 특별 생방송 《경제를 살립시다》 편성
- 4월 2일 : 6시 35분부터 프로농구 플레이오프 인천 대우 제우스 VS 원주 나래 블루버드 중계 편성
- 4월 10일 : 6시 35분부터 프로농구 플레이오프 원주 나래 블루버드 VS 인천 대우 제우스 중계 편성
- 4월 28일 : 6시 30분부터 프로농구 챔피언결정전 부산 기아 엔터프라이즈 VS 원주 나래 블루버드 중계 편성
- 4월 30일 : 7시부터 특집 《스타가 찾아간다》 편성
- 5월 1일 : 6시 20분부터 부산 기아 엔터프라이즈 VS 원주 나래 블루버드 중계 편성
- 5월 5일 : 6시 15분부터 제 17회 ABC 여자농구 《한국 VS 일본》 결승전 중계 편성
- 5월 6일 : 7시부터 특별기획 《황수관 박사의 신바람 건강법》 1~2부 편성

## 참고 사항
- 이덕화의 출연이 예정되어 있었지만 95년 1월 "PD 수뢰 사건" 당시 "청와대 투서"를 내어 문제를 확대시켰다는 이유로 사건의 피해자를 자처해 온 PD협회와 껄끄러운 사이가 되자 무산된 바 있었다.[2]
- 방영 전의 캐스팅 문제도 있었으나[3] 억지웃음[4] 등으로 비난을 샀고 결국 방영한지 2개월만에 급히 조기종영되었다. 이로 인해 후속작인 미스 & 미스터를 조기제작해야 했으며, 미스 & 미스터 역시 6개월도 못채운채 조기종영되었다. 잇따른 시트콤의 참패를 겪은 SBS는 순풍산부인과를 방영하는 1998년 3월까지 시트콤을 편성하지 않았다.